# Arcuphantes fujiensis
Arcuphantes fujiensis là một loài nhện trong họ Linyphiidae.
Loài này thuộc chi Arcuphantes. Arcuphantes fujiensis được Takeo Yaginuma miêu tả năm 1972.